# Топатиг, Лючио
Лючио Топатиг (итал. Lucio Topatigh, родился 19 октября 1965 в Галлио) — легендарный итальянский хоккеист, выступавший на позиции левого нападающего, один из самых известных игроков клуба «Азиаго» и сборной Италии.

## Карьера

### Клубная
Воспитанник школы хоккейного клуба «Азиаго», выступал в чемпионате Италии за этот клуб с 1984 по 1986 годы в Серии A1. В 1986 году перешёл в команду «Больцано», в составе которой провёл ещё пять лет и выиграл дважды титул чемпиона Италии. С 1991 по 1993 годы снова защищал цвета «Азиаго», в 1993 году перешёл в миланский клуб «Девилз Милано», в составе которого в 1994 году стал чемпионом страны. В начале сезона 1995/1996 снова выступал за «Азиаго», но в зимние каникулы вернулся в «Больцано» и помог ему в очередной раз выиграть чемпионат страны, повторив достижение в 1997 и 1998 годах. С 1999 по 2008 годы выступал опять за «Азиаго», выиграв свой последний чемпионский титул в 2001 году, дважды выиграв Кубок Италии в 2001 и 2002 годах и Суперкубок Италии в 2003 году.

### В сборной
Дебют в сборной состоялся 21 декабря 1985 в матче против сборной ГДР. Всего Лючио провёл 83 игры за сборную Италии, приняв участие в 11 чемпионатах мира (из них 8 в Высшем дивизионе), а также в трёх Олимпиадах: в Альбервилле, Лиллехаммере и Турине. На Олимпиаде в Турине Топатиг был самым возрастным игроком сборной Италии. В 83 играх на чемпионатах мира он забросил 14 шайб и сделал 17 результативных передач, а итого он провёл 243 игры и набрал 131 очко.

## Личная жизнь
2 июля 1994 женился на своей давней подруге Марции. Воспитывает сына Томмазо и дочь Лукрецию. В возрасте 37 лет Лючио открыл собственную пекарню в Галлио.

## Достижения
- Чемпион Италии: 1988, 1990, 1994, 1996, 1997, 1998, 2001
- Победитель Кубка Италии: 2001, 2002
- Обладатель Суперкубка Италии: 2003